# Unione Sportiva Triestina Calcio 1918
Maillots
Actualités
L'Unione Sportiva Triestina Calcio 1918 est un club italien de football basé à Trieste (Frioul-Vénétie Julienne). 

## Historique
- 1918 - fondation du club sous le nom de FC Ponziana
- 1918 - fusion de FBC Triested et US Triestina Trieste
- 1928 - ASPE Trieste
- 1929 - première saison en Serie A
- 1945 - US Triestina Trieste
- 1981 - US Triestina Calcio

### Rivalité
L'US Triestina entretient une rivalité avec l'autre équipe de la ville, à savoir le Ponziana Calcio. Le match entre les deux équipes est appelé le « Derby de Trieste ».

## Palmarès
- Championnat de Serie B (D2)
  - Champion : 1958

- Championnat de Serie C1 (D3)
  - Champion : 1962, 1983

- Championnat de Serie C2 (D4)
  - Champion : 1976

- Coupe de Serie C
  - Vainqueur : 1994

- Coupe anglo-italienne
  - Vainqueur : 1980

## Changements de nom
- 1919-1982 : Unione Sportiva Triestina
- 1982-1994 : Unione Sportiva Triestina Calcio
- 1994-1997 : Nuova Unione Sportiva Triestina Calcio
- 1997-2012 : Unione Sportiva Triestina Calcio
- 2012-2016 : Società Sportiva Dilettantistica Unione Triestina 2012
- 2016-2017 : Società Sportiva Dilettantistica Unione Sportiva Triestina Calcio 1918
- 2017- : Unione Sportiva Triestina Calcio 1918

## Anciens joueurs

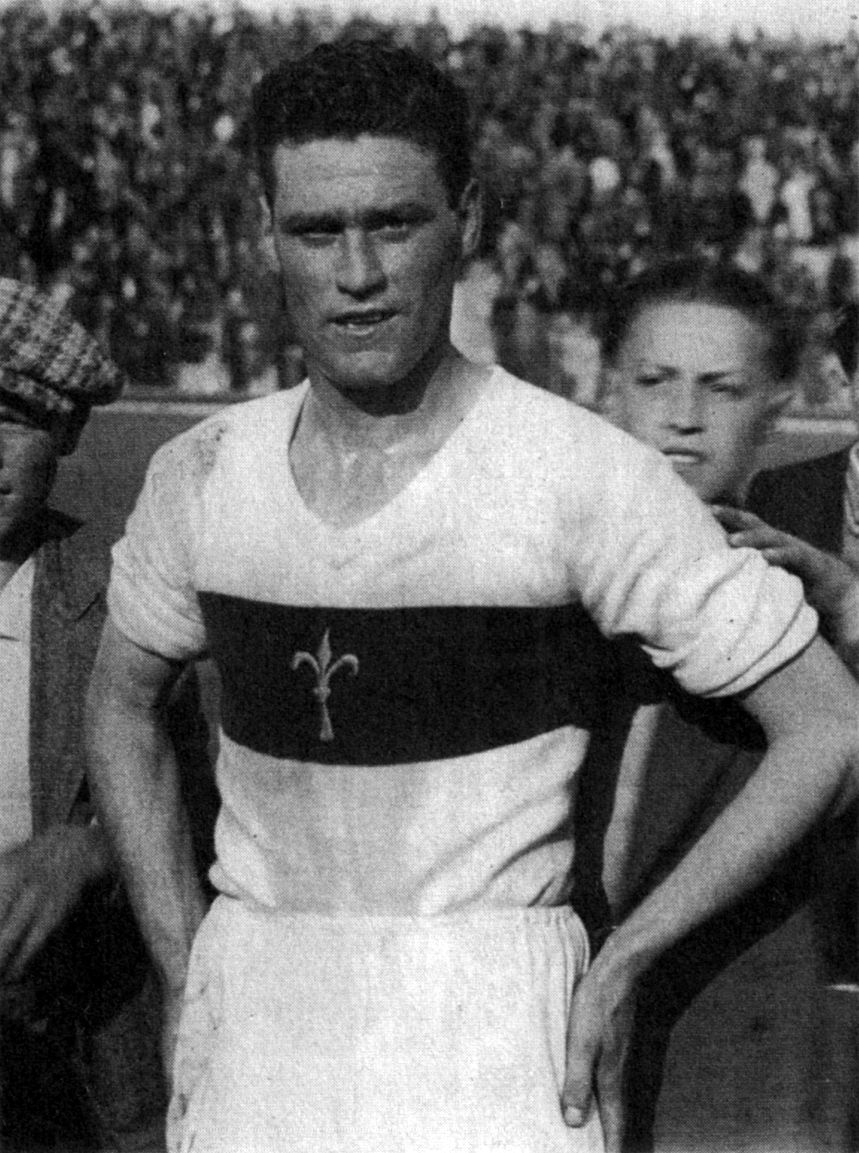
Nereo Rocco

- Alberto Aquilani
- Catilina Aubameyang
- Pierre Aubameyang
- Dino Baggio
- Marco Borriello
- Alessandro Budel
- Franco Causio
- Gino Colaussi
- Damiano Ferronetti
- Daniele Galloppa
- Enzo Gambaro
- Pablo Granoche
- Giuseppe Iachini
- Cesare Maldini
- Davide Marchini
- Giampiero Marini
- Luca Mezzano
- Jehad Muntasser
- Angelo Orlando (en)
- Angelo Pagotto
- Alessandro Parisi
- Ivan Pelizzoli
- Martin Petráš
- Adrian Piț
- Nereo Rocco
- Riccardo Zampagna